# Óblast de Tver
Tver (en ruso: Тверска́я о́бласть, tr.: Tverskáya óblast) es uno de los cuarenta y siete óblast que, junto con las veintiuna repúblicas, nueve krais, cuatro distritos autónomos y dos ciudades federales, conforman los ochenta y tres sujetos federales de Rusia. Su capital es la homónima Tver. Está ubicado en el distrito Central limitando al norte con Nóvgorod y Vólogda, al este con Yaroslavl, al sur con el óblast de Moscú y Smolensk, y al oeste con Pskov. Entre 1935 y 1990 se llamó Óblast de Kalinin.
Área: 84 201 km²; población: 1 353 500 habs., según el censo ruso de 2010.
El óblast de Tver es un área lacustre, en él se encuentran el lago Seliguer y el Brosno. Una gran parte de esta área está ocupada por las colinas de Valdái, donde el Volga, el Daugava y el Dniéper tienen su fuente. También hay varias ciudades históricas, como Torzhok, Torópets, Zubtsov, Kashin, Vyshni Volochok y Kaliazin. La más antigua de estas es Rzhev.

## Zona horaria
El óblast de Tver está localizado en la zona horaria de Moscú (MSK/MSD). La diferencia con UTC es +0400.

## Subdivisiones
A fecha de 2022 comprende 40 subdivisiones geográficas de segundo nivel, con diverso estatus tanto municipal como administrativo:
- 2 ókrugs urbanos como ciudades directamente subordinadas a la óblast, como subdivisión municipal y administrativa:
  - Tver
  - Torzhok
- 5 ókrugs urbanos, ciudades subordinadas a la óblast como subdivisión municipal, aunque como subdivisión administrativa forman cada uno un raión:
  - Vyshni Volochok (raión de Vyshni Volochok)
  - Kashin (raión de Kashin)
  - Nelídovo (raión de Nelídovo)
  - Ostáshkov (raión de Ostáshkov)
  - Udomlia (raión de Udomlia)
- 10 ókrugs municipales con sede en una ciudad:
  - Raión de Andreápol (capital: Andreápol)
  - Raión de Beli (capital: Beli)
  - Raión de Vesegonsk (capital: Vesegonsk)
  - Raión de Západnaya Dviná (capital: Západnaya Dviná)
  - Raión de Zubtsov (capital: Zubtsov)
  - Raión de Kimry (capital: Kimry)
  - Raión de Krasni Jolm (capital: Krasni Jolm)
  - Raión de Lijoslavl (capital: Lijoslavl)
  - Raión de Rzhev (capital: Rzhev)
  - Raión de Stáritsa (capital: Stáritsa)
- 12 ókrugs municipales con sede en una localidad de menor categoría que una ciudad:
  - Raión de Zharkovski (capital: Zharkovski)
  - Raión de Késova Gorá (capital: Késova Gorá)
  - Raión de Lesnoye (capital: Lesnoye)
  - Raión de Maksátija (capital: Maksátija)
  - Raión de Molokovo (capital: Molokovo)
  - Raión de Olénino (capital: Olénino)
  - Raión de Peno (capital: Peno)
  - Raión de Rámeshki (capital: Rámeshki)
  - Raión de Sándovo (capital: Sándovo)
  - Raión de Selizhárovo (capital: Selizhárovo)
  - Raión de Sonkovo (capital: Sonkovo)
  - Raión de Spírovo (capital: Spírovo)
- 9 raiones municipales:
  - Raión de Bézhetsk (capital: Bézhetsk)
  - Raión de Bologoye (capital: Bologoye)
  - Raión de Kalinin (sede administrativa externa: Tver)
  - Raión de Kaliazin (capital: Kaliazin)
  - Raión de Konakovo (capital: Konakovo)
  - Raión de Kuvshínovo (capital: Kuvshínovo)
  - Raión de Torzhok (sede administrativa externa: Torzhok)
  - Raión de Torópets (capital: Torópets)
  - Raión de Fírovo (capital: Fírovo)
- 2 asentamientos cerrados, organizados municipalmente como ókrug urbano pero bajo jurisdicción federal:
  - Sólnechni
  - Oziorni